# Zurich, Kansas
Zurich là một thành phố thuộc quận Rooks, tiểu bang Kansas, Hoa Kỳ. Năm 2010, dân số của xã này là 99 người.

## Dân số
Dân số các năm:
- Năm 2000: 126 người
- Năm 2010: 99 người